# Montmorin (Hautes-Alpes)
Montmorin is een plaats en voormalige gemeente in het Franse departement Hautes-Alpes in de regio Provence-Alpes-Côte d'Azur. Montmorin fuseerde op 1 juli 2017 met Bruis en Sainte-Marie tot de commune nouvelle Valdoule, die deel uitmaakt van het arrondissement Gap.

## Geografie
De oppervlakte van Montmorin bedraagt 29,0 km², de bevolkingsdichtheid is dus 3,1 inwoners per km².
De onderstaande kaart toont de ligging van Montmorin (Hautes-Alpes) met de belangrijkste infrastructuur en aangrenzende gemeenten.

## Demografie
Onderstaande figuur toont het verloop van het inwonertal.
Vanwege een beveiligingsprobleem met de MediaWiki Graph-software is het momenteel niet mogelijk deze grafiek weer te geven. Zodra de software is bijgewerkt zal de grafiek vanzelf weer zichtbaar worden.

## Geboren
- Philis de la Charce (1645-1703), krijgsvrouw